# Catshill
Catshill är ett samhälle i civil parish Catshill and North Marlbrook, i distriktet Bromsgrove, i grevskapet Worcestershire, i England cirka 4 km norr om Bromsgrove, söder om Birmingham. Samhället har 4 428 invånare (2001).